# Gigantotrichoderes
Gigantotrichoderes är ett släkte av skalbaggar. Gigantotrichoderes ingår i familjen långhorningar.
Kladogram enligt Catalogue of Life:
| Gigantotrichoderes | \| \| Gigantotrichoderes conicicollis \| \| \| \| \| \| Gigantotrichoderes flabellicornis \| \| \| \| |
|                    | \| \| Gigantotrichoderes conicicollis \| \| \| \| \| \| Gigantotrichoderes flabellicornis \| \| \| \| |
|                    | Gigantotrichoderes conicicollis                                                                       |
|                    | |
|                    | Gigantotrichoderes flabellicornis                                                                     |
|                    | |